# Immyrla nigrovittella
Immyrla nigrovittella är en fjärilsart som beskrevs av Dyar 1906. Immyrla nigrovittella ingår i släktet Immyrla och familjen mott. Inga underarter finns listade i Catalogue of Life.